# Келли, Алан (футболист, 1968)
Алан Келли (англ. Alan Kelly; род. 11 августа 1968) — ирландский футболист, вратарь. Участник чемпионатов мира 1994 и 2002 годов. Сын игрока сборной Ирландии Алана Келли (старшего) и брат профессионального футболиста Гари Келли, которые как и он играли на позиции вратаря.

## Клубная карьера
Профессиональную карьеру Келли начал в клубе «Престон Норт Энд», в котором долгое время играл, а затем и тренировал его отец. В 1992 году он за £150 тыс. перешёл в «Шеффилд Юнайтед», где и провёл лучшие годы своей карьеры, проведя за «Шеффилд» только в рамках чемпионата более 200 матчей . После «Шеффилда» Келли перешёл в «Блэкберн Роверс», но не смог там стать основным вратарём, проведя большую часть контракта в аренде в других клубах.

## Карьера в сборной
В составе национальной сборной Келли всего провёл 34 матча. Был в заявке на двух чемпионатах мира, 1994 и 2002 годов, но на поле в играх чемпионатов мира ни разу не выходил.

## Тренерская карьера
После окончания карьеры футболиста Келли работал тренером вратарей в футбольной академии в США. В настоящее время тренер вратарей в сборной Ирландии и клубе «Престон Норт Энд».

## Достижения
«Блэкберн Роверс»
- Обладатель Кубка Футбольной лиги: 2001/02